# حملات ۱۱ سپتامبر
حملات ۱۱ سپتامبر که بیشتر در زبان انگلیسی ۹/۱۱ (nine eleven) یا (nine one one) خوانده می‌شود، سلسله‌ای از حملات تروریستی انتحاری بود که در ۱۱ سپتامبر ۲۰۰۱ توسط گروه تروریستی القاعده به رهبری و برنامه‌ریزی اسامه بن لادن در شهر نیویورک (بخش منهتن)، ایالات متحده آمریکا انجام گرفت. در این حادثه نوزده تن از عناصر القاعده، چهار هواپیمای تجاری-مسافربری را ربودند. هواپیما ربایان، دو هواپیما را در فاصله‌های زمانی گوناگون به برج‌های دوقلوی مرکز تجارت جهانی در نیویورک کوبیدند. در نتیجه این دو برخورد، همه مسافران به همراه تعداد بسیاری از شهروندان ایالات متحده در ساختمان‌ها کشته شدند. هر دو ساختمان، پس از دو ساعت به‌طور کامل ویران شدند و خسارت فراوانی به ساختمان‌های پیرامون زدند. گروه هواپیما ربایان هواپیمای سوم را به پنتاگون، واقع در ارلینگتون در ویرجینیا زدند. هواپیمای چهارم در محلی نزدیک شنکزویل، در ایالت ویرجینیا سرنگون شد؛ این در حالی بود که شماری از مسافران و خدمه پرواز پیش از سرنگونی هواپیما، تلاش کرده‌بودند تا کنترل هواپیما را که هواپیما ربایان آن را به سمت واشینگتن، دی.سی. هدایت می‌کردند، به دست بگیرند. هیچ‌یک از مسافران این پرواز و سه پرواز دیگر زنده نماندند. هدف هواپیما ربایان در پرواز چهارم، کوباندن هواپیما به کاخ کنگره آمریکا واقع در واشینگتن، دی. سی بود که این هدف ناموفق ماند.
کشته شدگان این حمله‌ها مجموعاً ۲٬۹۷۷ تن بودند، که با در نظر گرفتن ۱۹ هواپیما ربا در کل شمار کشته‌های این حمله‌ها به ۲٬۹۹۶ تن می‌رسد. بیشتر کشته شدگان این حمله‌ها مردم عادی و شهروندانی بودند که ملیت ۹۰ کشور گوناگون جهان را داشتند. به‌علاوه، مرگ دست‌کم یک تن ناشی از قرارگرفتن در برابر گرد و خاک به وجود آمده از ویرانی دو برج نیز گزارش شد. خبرگزاری رویترز در گزارشی که سال ۲۰۱۹ منتشر کرد، شمار مجروحان و آسیب‌دیدگان حملات ۱۱ سپتامبر را نیز حدود ۲۵ هزار نفر اعلام کرد. از افراد مجری این حمله محمد عطا، زیاد جراح، مروان الشیحی و رمزی بن الشیبه بودند.
واکنش ایالات متحده به این حملات، شروع جنگ با تروریسم با حمله به افغانستان و ساقط کردن طالبان که تروریست‌های القاعده را پناه می‌داد و تصویب طرح «قانون میهن‌پرستی آمریکا» بود. در پی این حادثه کشورهای بسیاری قوانین ضد تروریسم خود را تقویت کردند و اجرای آن‌ها را گسترش دادند. بعضی از بنگاه‌های تجاری در آمریکا، تا آخر هفته فعالیت خود را تعطیل کردند و بعد از بازگشایی، از زیان هنگفتی خبر دادند که به‌خصوص متوجه شرکت‌های هواپیمایی و مؤسسات بیمه بود.
خسارتی که به پنتاگون وارد شده بود، ظرف مدت یک سال جبران شد و بعدها بنای «یادبود پنتاگون» در محل ساخته شد. همچنین بازسازی مرکز تجارت جهانی نیز آغاز شد. در ۲۰۰۶، برج اداری جدیدی در محل به بهره‌برداری رسید. مرکز تجارت جهانی ۱ نیز اکنون احداث شده است که با ۵۴۱ متر ارتفاع، در سال ۲۰۱۱ به بهره‌برداری رسید. این برج به یکی از مرتفع‌ترین برج‌های آمریکای شمالی تبدیل شد. سه برج دیگر نیز بین سال‌های ۲۰۰۷ تا ۲۰۱۲ در منطقه ساخته شد.
حادثهٔ ۱۱ سپتامبر سال ۲۰۰۱ تاکنون بزرگ‌ترین عملیات تروریستی تاریخ ایالات متحده آمریکا به‌شمار می‌آید و پیامدهای مختلف سیاسی، اقتصادی، امنیتی و نظامی برای این کشور و جامعهٔ جهانی به دنبال داشته است به حدی که گفته می‌شود، حادثهٔ ۱۱ سپتامبر همانند حملهٔ ژاپن به بندر پرل هاربر، تاریخ آمریکا را تغییر داده است.

## هواپیما ربایی

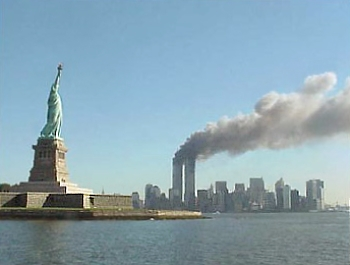
نمایی از برج‌های تجارت جهانی چند دقیقه پس از برخورد هواپیماها

چهار هواپیما که از فرودگاه بین‌المللی لوگان، فرودگاه بین‌المللی دالس واشینگتن و فرودگاه بین‌المللی لیبرتی نیوآرک به مقصد فرودگاه بین‌المللی لس‌آنجلس در پرواز بودند، دزدیده شدند. دو فروند به ساختمان‌های مرکز تجارت جهانی اصابت کردند، یک فروند با ساختمان پنتاگون برخورد کرد و دیگری در پنسیلوانیا سقوط کرد. این هواپیما احتمالاً به قصد تخریب ساختمان کاخ سفید ربوده شده بود. اما به دلیل تأخیر و درگیری در حین کنترل هواپیما موفق به این اقدام نشد. در گزارش نهایی کمیسیون ۱۱ سپتامبر اعلام شد مسئولان دفاع هوایی پس از آن‌که هواپیمای ربوده‌شدهٔ چهارم در ایالت پنسیلوانیا سقوط کرد، از وجود آن اطلاع یافتند که این اظهارات اولیهٔ مقامات پنتاگون را رد می‌کند.

## هواپیماهای ربوده‌شده
- پرواز شمارهٔ ۱۱ شرکت هوایی امریکن ایرلاینز، بوئینگ ۷۶۷، پرواز در ساعت ۷:۵۹ از فرودگاه بوستون به مقصد لس‌آنجلس، اعلام ربوده شدن در ساعت ۸:۱۴ و برخورد با برج شمالی مرکز تجارت جهانی در ساعت ۸:۴۶:۴۰ صبح به وقت محلی.
- پرواز شمارهٔ ۱۷۵ شرکت یونایتد ایرلاینز، بوئینگ ۷۶۷، پرواز در ساعت ۸:۱۴ از فرودگاه بوستون به مقصد لس‌آنجلس، اعلام ربوده شدن در ساعت ۸:۴۲ و برخورد با برج جنوبی مرکز تجارت جهانی در ساعت ۹:۰۲:۵۷ صبح به وقت محلی.
- پرواز شمارهٔ ۷۷ شرکت آمریکن ایرلاینز، بوئینگ ۷۵۷، پرواز در ساعت ۸:۲۰ از فرودگاه واشینگتن به مقصد لس‌آنجلس، اعلام ربوده شدن در ساعت ۸:۵۰ و برخورد با ساختمان پنتاگون در ساعت ۹:۳۷:۴۶ صبح به وقت محلی.
- پرواز شمارهٔ ۹۳ شرکت یونایتد ایرلاینز، بوئینگ ۷۵۷، پرواز در ساعت ۸:۴۲ از فرودگاه نیوآرک به مقصد سانفرانسیسکو، اعلام ربوده شدن در ساعت ۹:۲۸ و سقوط در پیتسبرگ ایالت پنسیلوانیا در ساعت ۱۰:۰۳:۱۱ صبح به وقت محلی.

## گاه‌شمار ۱۱ سپتامبر

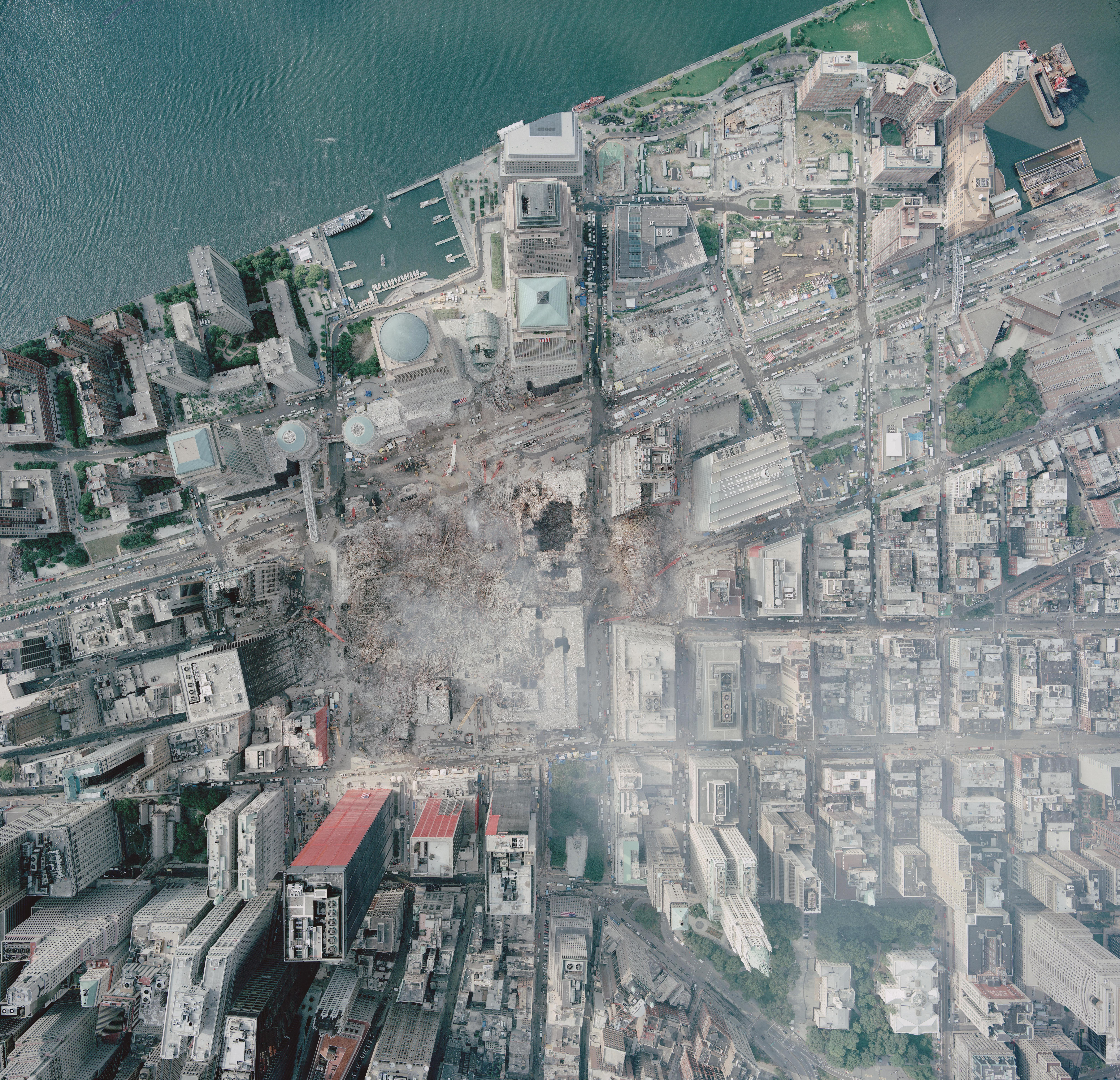
محدوده مرکز تجارت جهانی پس از حملات ۱۱ سپتامبر، منهتن، نیویورک

راه پیشروی هواپیماها از بالا و چگونگی برخورد آن‌ها

۷:۵۹ - پرواز شمارهٔ ۱۱ از فرودگاه بوستون به مقصد لس‌آنجلس
۸:۱۴ - پرواز شمارهٔ ۱۷۵ از فرودگاه بوستون به مقصد لس‌آنجلس
۸:۱۴ - اعلام ربوده شدن پرواز شمارهٔ ۱۱ توسط ۵ هواپیماربا
۸:۲۰ - پرواز شمارهٔ ۷۷ از فرودگاه واشینگتن به مقصد لس‌آنجلس
۸:۴۲ - پرواز شمارهٔ ۹۳ از فرودگاه نیوآرک به مقصد سانفرانسیسکو
۸:۴۲ - اعلام ربوده شدن پرواز شمارهٔ ۱۷۵ توسط ۵ هواپیما ربا
- ۸:۴۶ - برخورد نخستین هواپیمای ربوده شده (پرواز شمارهٔ ۱۱) به برج شمالی (WTC1) مرکز تجارت جهانی

۸:۵۰ - اعلام ربوده شدن پرواز شمارهٔ ۷۷
- ۹:۰۳ - برخورد دومین هواپیمای ربوده شده (پرواز شمارهٔ ۱۷۵) به برج جنوبی (WTC2) مرکز تجارت جهانی

۹:۱۷ - اعلام تعطیلی فرودگاه‌های منطقه نیویورک
۹:۲۱ - اعلام ممنوعیت تردد در کلیهٔ تونل‌ها و پل‌های نیویورک
۹:۲۸ - اعلام ربوده شدن پرواز شمارهٔ ۹۳
۹:۳۰ - جورج دبلیو بوش رئیس‌جمهور ایالات متحده آمریکا در فلوریدا اعلام کرد که ایالات متحدهٔ آمریکا مورد حمله قرار گرفته است.
- ۹:۳۷ - برخورد پرواز شمارهٔ ۷۷ با بخش غربی ساختمان پنتاگون

۹:۴۰ - اعلام ممنوعیت پرواز برفراز ایالات متحدهٔ آمریکا برای نخستین بار در تاریخ هوانوردی این کشور
۹:۴۵ - تخلیهٔ کاخ سفید
۹:۵۷ - پرواز بوش از فلوریدا
- ۹:۵۹ - فروریختن برج جنوبی (WTC2) مرکز تجارت جهانی

۱۰:۰۳ - پرواز شمارهٔ ۹۳ در نتیجهٔ درگیری خلبان با هواپیما ربایان در پنسیلوانیا سقوط کرد. گزارش‌های بعدی حاکی از آن است که مسافران از حوادث رخداده در مرکز تجارت جهانی و پنتاگون مطلع شده بودند و در مقابل هواپیماربایان مقاومت می‌کردند. کمیسیون یازدهٔ سپتامبر معتقد بود که هدف پرواز ۹۳ یا ساختمان کنگرهٔ ایالات متحده یا کاخ سفید در واشینگتن بوده است
۱۰:۱۳ - تخلیهٔ ساختمان سازمان ملل متحد در نیویورک
۱۰:۲۲ - تخلیهٔ وزارت امور خارجه و وزارت دادگستری ایالات متحده و ساختمان بانک جهانی در واشینگتن دی. سی
۱۰:۲۴ - انتقال کلیهٔ هواپیماهای در حال پرواز در آسمان آمریکا به کانادا
- ۱۰:۲۸ - فروریختن برج شمالی (WTC1) مرکز تجارت جهانی

۱۰:۴۵ - تعطیلی کلیهٔ ساختمان‌های دولت فدرال در واشینگتن، دی.سی.
۱۰:۴۶ - قطع سفر کالین پاول وزیر امور خارجهٔ ایالات متحدهٔ آمریکا به آمریکای لاتین و بازگشت به کشور
۱۰:۵۰ - فروریختن یک ضلع ساختمان پنتاگون
۱۰:۵۴ - تعطیلی کلیهٔ اماکن دیپلماتیک اسرائیل در سراسر جهان
۱۰:۵۷ - اعلام تعطیلی کلیهٔ مراکز دولت ایالتی نیویورک
۱۱:۰۲ - درخواست رودی جولیانی شهردار نیویورک برای ماندن شهروندان در منازل
۱۱:۱۸ - اعلام گم‌شدن دو فروند هواپیمای مسافربری آمریکا: پرواز ۱۱، یک فروند بوئینگ ۷۶۷ از مبدأ بوستون به مقصد لس‌آنجلس به همراه ۸۱ مسافر و ۱۱ خدمه و پرواز ۷۷، یک فروند بوئینگ ۷۵۷ از مبدأ واشینگتن دی سی به مقصد لس‌آنجلس با ۵۸ مسافر و ۵ خدمه.
۱۱:۲۶ - اعلام سقوط پرواز ۹۳ از مبدأ نیوجرسی به مقصد سان‌فرانسیسکو
۱۱:۵۹ - اعلام سقوط پرواز ۱۷۵ از مبدأ بوستون به مقصد لس آنجلس با ۵۶ مسافر و ۹ خدمه
۱۲:۰۴ - تخلیهٔ فرودگاه بین‌المللی لس‌آنجلس
۱۲:۱۵ - تخلیهٔ فرودگاه بین‌المللی سانفرانسیسکو
۱۲:۱۵ - اعلام بالاترین وضعیت خطر در مرزهای ایالات متحدهٔ آمریکا با کانادا و مکزیک
۱۲:۳۰ - اعلام این‌که ۵۰ فروند هواپیما در آسمان آمریکا در حال پرواز هستند
۱۳:۰۴ - جورج بوش از پایگاه نیروی هوایی در بارکس دیل Barksdale Air Force Base گفت که ارتش ایالات متحده در سرتاسر جهان به حال آماده باش کامل درآمده است و تأکید کرد که عاملان این جنایات به‌شدت مجازات خواهند شد
۱۳:۲۷ - اعلام وضعیت اضطراری در شهر واشینگتن دی. سی
۱۳:۴۴ - پنتاگون اعلام کرد ۵ ناو جنگی و ۲ ناوهواپیمابر مسئولیت تأمین امنیت سواحل شرقی ایالات متحده را برعهده گرفته‌اند
۱۳:۴۸ - پرواز جورج بوش از پایگاه نیروی دریایی براکس دیل در لوئیزیانا به نقطهٔ نامعلوم
۱۴:۳۰ - اعلام ممنوعیت پروازهای تجاری در سرتاسر آمریکا تا روز چهارشنبه
۱۵:۵۵ - اعلام حضور جورج بوش در یک پایگاه نیروی هوایی در نبراسکا، شرکت بوش در یک کنفرانس ویدئویی با شرکت دیک چینی و کاندولیزا رایس
۱۶:۰۰ - سی‌ان‌ان خبر داد که مقامات آمریکایی به احتمال زیاد اسامه بن لادن را مسبب وقوع حوادث تروریستی می‌دانند
۱۶:۱۰ - آتش‌سوزی در ساختمان شمارهٔ ۷ مرکز تجارت جهانی
۱۶:۲۵ - تعطیلی بازار بورس نیویورک (وال استریت)
۱۶:۳۰ - پرواز جورج بوش از پایگاه نیروی هوایی آفوت در نبراسکا به سوی واشینگتن دی. سی
- ۱۷:۲۰ - فروریختن ساختمان شمارهٔ ۷ مرکز تجارت جهانی با ۴۷ طبقه

۱۸:۵۴ - ورود جورج بوش به واشینگتن تحت تدابیر شدید امنیتی، بازگشت لورا بوش به کاخ سفید

## آسیب‌ها و ویرانی‌ها

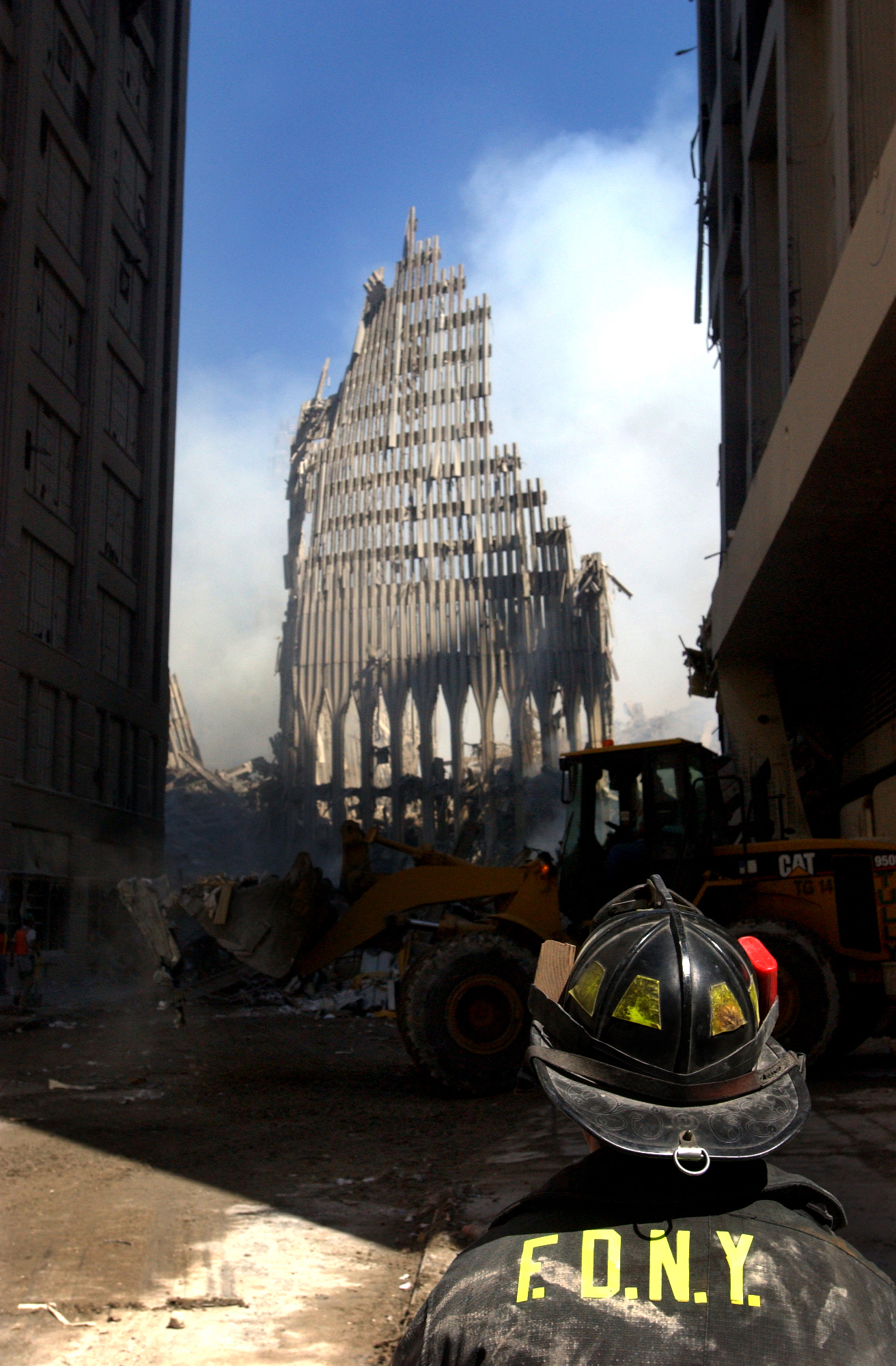
بخش پایینی باقی‌مانده یکی از آسمان خراشهای دوقلوی مرکز تجارت جهانی در شهر نیویورک. در نگاره یکی از کارکنان دپارتمان آتش‌نشانی نیویورک دیده می‌شود.

سه ساختمان در مرکز تجارت جهانی تخریب شدند:
- برج جنوبی (2 WTC) در ساعت ۹:۵۹ بعد از ۵۶ دقیقه آتش‌سوزی فروریخت.
- برج شمالی (1 WTC) در ساعت ۱۰:۲۸ بعد از ۱۰۲ دقیقه آتش‌سوزی فروریخت.
- برج شماره ۷ (7 WTC) در ساعت ۵:۲۰ فروریخت.
- همچنین یک فروند هواپیمای بوئینگ ۷۵۷ شرکت آمریکن ایرلاینز در ساعت ۹:۳۷ صبح به وقت محلی با ساختمان پنتاگون در واشینگتن برخورد کرد و باعث تخریب بخشی از آن شد.

## شمار کشته‌شدگان
در کل ۲٬۹۷۴ تن با به‌شمار آوردن هواپیما ربایان ۲٬۹۹۳ تن دربردارندهٔ ۲۴ تن گمشده در حمله‌های ۱۱ سپتامبر کشته شدند؛ که به شرح زیر است.
- ۲۴۶ تن در ۴ هواپیما به استثنای هواپیماربایان دربردارندهٔ:

۱. پرواز شمارهٔ ۱۱ امریکن: ۸۸ تن
۲. پرواز شمارهٔ ۱۷۵ یونایتد: ۵۹ تن
۳. پرواز شماره ۷۷ امریکن: ۵۹ تن
۴. پرواز شمارهٔ ۹۳ یونایتد: ۴۰ تن
- ۲٬۶۰۲ تن در برج‌های مرکز تجارت جهانی
- ۱۲۵ تن در پنتاگون[۱۱]

از میان این افراد ۳۴۳ تن از دپارتمان آتش‌نشانی نیویورک، ۲۳ تن از دپارتمان پلیس نیویورک و ۳۷ تن از دپارتمان پلیس بندر نیویورک بودند. ژنرال تیموتی مودی بلندپایه‌ترین مقام کشته شده در پنتاگون بود.

## هواپیما ربایان

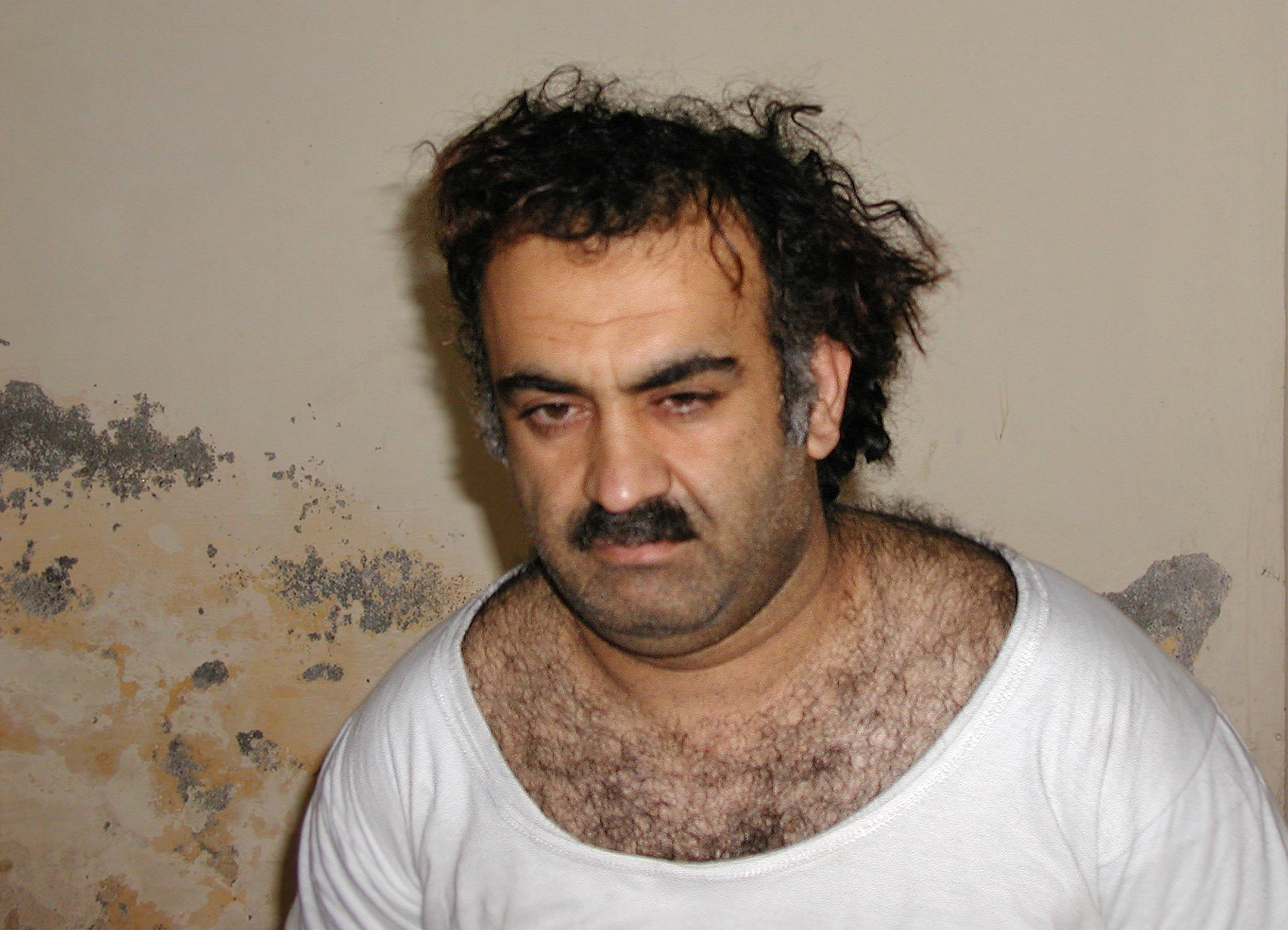
خالد شیخ محمد هنگام دستگیری، ۲۰۰۳

هواپیماربایان در مجموع ۱۹ نفر بودند، که شامل ۵ نفر در پرواز شمارهٔ ۱۱ آمریکن ایرلاینز، ۵ نفر در پرواز شمارهٔ ۱۷۵ یونایتد ایرلاینز، ۵ نفر در پرواز شماره ۷۷ آمریکن ایرلاینز و ۴ نفر در پرواز شمارهٔ ۹۳ یونایتد ایرلاینز می‌شدند.
محمد محمد الأمیر عوض السید عطا معروف به «محمد عطا» یکی از پنج ربایندهٔ پرواز شمارهٔ ۱۱ آمریکن ایرلاینز بود که پس از ربودن هواپیما به عنوان خلبان کنترل هواپیما را به دست گرفته و آن را به برج شمالی کوبید. تنها تبعهٔ مصری حاضر در حملات محمد عطا بود.
ملیت هواپیماربایان را ۱۵ تبعهٔ عربستان سعودی، ۲ تبعهٔ امارات متحده عربی، یک تبعهٔ مصر و یک تبعهٔ لبنان تشکیل می‌داد. تیم عملیاتی حادثهٔ ۱۱ سپتامبر تماماً عرب و عضو سازمان القاعده بودند.
اهداف تروریست‌ها در این عملیات حملهٔ انتحاری به دو برج تجارت جهانی در نیویورک و ساختمان پنتاگون (وزارت دفاع آمریکا) بود٬که به وسیلهٔ سه هواپیمای مسافربری انجام شد در طی این حوادث و در مجموع ۲٬۹۹۳ نفر (با احتساب هواپیما ربایان) کشته شدند.

## تئوری‌های توطئه

فیلم لحظات برخورد هواپیما به ساختمان پنتاگون

پنتاگون پس از حمله‌های ۱۱ سپتامبر

چندین تئوری توطئه مربوط به این حادثه تا کنون تدوین گشته است. اگرچه این تئوری‌های توطئه مورد قبول افرادِ متخصص، از جمله دانشمندان، مهندسان و تاریخ‌نگاران واقع نشده، اما تئوری‌های توطئه به بخشی از فرهنگ عامه در حوادث ۱۱ سپتامبر تبدیل گشته‌اند.
بر اساس یک نظرسنجی در سال ۲۰۰۶، تنها ۱۶ درصد آمریکایی‌ها گزارش دولت آمریکا را پذیرفته‌اند، ۵۳ درصد بر این عقیده‌اند که دولت تمام حقیقت را نمی‌گوید و ۲۸ درصد هم نتایج تحقیق را دروغ می‌شمارند.
به گفته دویچه وله تعداد پایگاه‌های اینترنتی‌ای که مطالب آنها پیرامون حادثه تروریستی ۱۱ سپتامبر است، تا حدود یک میلیون تخمین زده می‌شوند. این پایگاه‌ها در کنار تعداد بیشماری کتاب و فیلم و مقاله، از جنبه‌های مختلف به حادثه ۱۱ سپتامبر پرداخته‌اند.
- ویلیام رودریگز نظافت‌چی برج‌ های دوقلو و قهرمان ملی یازده سپتامبر در مستند ما آنجا بودیم گفت: قبل از برخورد یک انفجار از طبقه زیر زمین همه ما را به بالا پرتاب کرد.
  - نظریه دیگر بیان می‌کند که فروپاشی مرکز تجارت جهانی و مرکز تجارت جهانی ۷ (که هواپیمایی به آن برخورد نکرد) نتیجهٔ تخریب کنترل‌شده بودند تا این‌که نتیجهٔ تضعیف سازه‌ای حاصل از آتش‌سوزی باشد.[۱۶][۱۷][۱۸]
- یکی از فرضیه‌ها دست داشتن دولت آمریکا یا اسرائیل در این حملات یا جلوگیری نکردن تعمدی آن‌ها از وقوع حملات، به منظور بهره‌گیری‌های بعدی است. از جمله می‌توان به استدلال‌هایی اشاره کرد که خرابی‌های ساختمان پنتاگون را ناشی از برخورد یک هواپیمای تجاری نمی‌داند.[۱۹]
- یک مورد دیگر اندازه دیوار پنتاگون نسب به هواپیما است و این پرسش را مطرح می‌کنند که چگونه یک هواپیما با عرض ۱۲۵ فوت و طول ۱۵۵ فوت در سوراخی قرار می‌گیرد که عرض آن فقط ۶۰ فوت است؟[۱۶][۲۰]
- برخی از نظریه پردازان برخلاف دیگر گروه‌ها می‌گویند هواپیمایی به برج‌های دوقلو برخورد نکرده و تصویر و فیلم‌ها ساخته شده با هولوگرام است.[۲۱] این گروه توسط بقیه نظریه پردازان کمتر مورد توجه قرار گرفته‌اند.

## واکنش‌ها

طبقه‌های برخورد شده با هواپیماها

پس از این حمله بسیاری از کشورها با آمریکائیان هم دردی کردند. روزنامهٔ لوموند جمله «ما همه آمریکایی هستیم» را تیتر اول خود کرد. بیشتر رهبران کشورهای خاورمیانه از جمله دولت وقت افغانستان این حمله را محکوم کردند؛ ولی عراق در این بین یک استثنا بود. دولت وقت عراق بلافاصله پس از این حادثه طی یک بیانیهٔ رسمی اعلام کرد که آمریکا میوهٔ «جنایات خود علیه انسانیت» را چید. گروهی از مردم فلسطین نیز این حادثه را جشن گرفتند و ابراز شادی کردند. یک ماه بعد آمریکا یک ائتلاف بین‌المللی را برای جنگ با افغانستان رهبری کرد. پاکستان ضمن همکاری با آمریکا، پایگاه‌های هوایی خود را دراختیار آمریکا قرار داد و حدود ۶۰۰ نفر از مظنونان به شرکت در اقدامات تروریستی را دستگیر کرد. کشورهای مختلف جهان قوانین سخت‌گیرانه‌ای را در مورد حساب‌های بانکی وضع کردند تا مانع از استفاده گروه‌های تروریستی از حساب‌های بانکی برای اهداف تروریستی شوند. در آمریکا قوانینی از جمله قانون میهن‌پرستی برای کنترل افراد متهم به دخالت در اعمال تروریستی به تصویب رسید. این قانون به‌شدت مورد انتقاد گروه‌های حامی حقوق شهروندی در آمریکا قرار گرفت. زیرا این گروه‌ها معتقد بودند که این قوانین به دولت اجازهٔ نقض حریم شخصی افراد را می‌دهد.

### واکنش کشور ایران
ایران از نخستین کشورهایی بود که پس از این حادثه پیام همدردی با مردم آمریکا ارسال کرد و عده‌ای از مردم ایران نیز با حضور در محل سفارت سوئیس در تهران که حافظ منافع آمریکا در ایران است، با روشن کردن شمع با مردم آمریکا ابراز همدردی کردند.
در پیام محمد خاتمی، پنجمین رئیس‌جمهور ایران در روز یازدهٔ سپتامبر ۲۰۰۱ آمده‌بود: «به نام ملت و دولت جمهوری اسلامی ایران، اقدام تروریستی هواپیما ربایی و حمله به مراکز عمومی در شهرهای آمریکا را که شمار زیادی از مردم بی‌دفاع را به کام مرگ کشید محکوم می‌کنم و تأسف عمیق و همدردی خود را با ملت آمریکا به‌ویژه آسیب‌دیدگان و خانوادهٔ قربانیان حادثه اعلام می‌دارم.»
وی در پیام خود افزوده بود: «تروریسم محکوم است و جامعهٔ جهانی باید ریشه‌ها و ابعاد آن را بشناسد و برای خشکاندن آن گام‌های اساسی بردارد. ارادهٔ اصولی دولت جمهوری اسلامی ایران قطعاً در این مسیر قرار دارد و برای تحقق این باور اسلامی و انسانی از هیچ اقدامی دریغ نخواهد داشت.»
وزارت خارجهٔ آمریکا در تاریخ ۱۱ سپتامبر ۲۰۱۱ با انتشار بیانیه‌ای در دهمین سالگرد حملات ۱۱ سپتامبر از همدردی مردم ایران در سال ۲۰۰۱ تشکر کرد.
محمود احمدی‌نژاد، رئیس‌جمهور بعدی ایران بارها در سخنرانی‌های خود رخداد ۱۱ سپتامبر را «یک دروغ بزرگ» نامید. وی در دهمین سالگرد این حملات تروریستی گفت: ۱۱ سپتامبر در اصل یک بازی طراحی شده برای تحت تأثیر قرار دادن عواطف جامعهٔ بشری و پیدا کردن بهانه برای حمله به منطقهٔ اسلامی و اشغال عراق و افغانستان بود و باعث شد یک میلیون انسان بی‌گناه کشته شوند.
البته احمدی‌نژاد نسبت به خانواده قربانیان ابراز همدردی کرد و به گفته ویلیام رودریگز وقتی خواست به نقطه صفر محل برج‌ها برود به شدت با او مخالفت شد.
بر اساس خاطرات هاشمی رفسنجانی، محمد امامی کاشانی امام جمعه موقت تهران، برای خطبه‌های نماز جمعه در خصوص نحوه واکنش به پیشامد ۱۱ سپتامبر از هاشمی رفسنجانی نظر خواسته بوده که هاشمی در پاسخ گفته «تروریسم را محکوم کنند ولی به آمریکا بگویند این نتیجه ظلم‌های خودش است.» در این نماز جمعه، شعار مرگ بر آمریکا موقتاً حذف شد. به علاوه در مسابقه فوتبال ایران و بحرین، پیش از برگزاری مسابقه یک دقیقه سکوت شد. احمد بورقانی، نماینده هیئت رئیسه وقت مجلس شورای اسلامی نیز برای امضای دفتر یادبود کشته‌شده‌های حادثی یازده سپتامبر به سفارت سوئیس حافظ منافع آمریکا در ایران رفت. به گفته جواد مقصودی از مسوولان ستاد برگزاری نماز جمعه تهران، حذف شعار مرگ بر آمریکا با توجه به شرایط آن روز و نیز فاکس واصله از وزارت خارجه به تشخیص خود ستاد انجام شده بود و با توجه به اعتراض خامنه‌ای قرار شد در جمعه بعد این شعار از سر گرفته شود.

## انگیزهٔ حمله

راه پیشروی هواپیماهای ربوده شده و تکه‌های باقی‌مانده از هواپیماها که پس از برخورد به آسمان‌خراش‌ها از درون برج‌های دوقلو به بیرون پرتاب شدند (مانند موتور و ارابه فرود هواپیما)

در سال ۱۹۹۸ هیئت رهبری القاعده متشکل از اسامه بن‌لادن، ایمن الظواهری، ابویاسر رفاعی، میر حمزه و فضل الرحمان فتوایی را صادر کرد که در آن گفته شده‌بود وظیفهٔ هر مسلمان کشتن هر آمریکایی در هر جایی از جهان است.

### نقشهٔ حمله

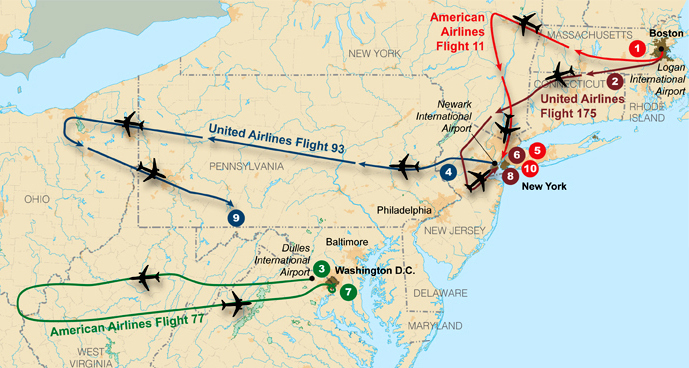
۱٫۳

ایدهٔ این حملات نخستین بار توسط خالد شیخ محمد در سال ۱۹۹۶ به بن‌لادن پیشنهاد شد. در آن زمان بن‌لادن با این اقدام مخالفت کرد. بن‌لادن در آن زمان اقدامات خود را در سودان و افغانستان متمرکز کرد و طرح بمب‌گذاری در سفارت‌های آمریکا را در چند کشور آفریقایی در سال ۱۹۹۸ اجرا نمود. در سال ۱۹۹۹ بن‌لادن از خالد شیخ محمد خواست که طرح حملهٔ خود را بهبود ببخشد. بن‌لادن رهبری و تأمین مالی طرح را بر عهده گرفت. او اهدافی را که باید مورد حمله قرار گیرد مشخص کرد؛ و هواپیماربایان، از جمله محمد عطا رهبر هواپیماربایان را نیز خود انتخاب کرد. بن‌لادن با برخی از طرح‌های شیخ محمد مخالفت کرد؛ از جمله حمله به برج بانک آمریکا در لس آنجلس. کمیسیون بررسی‌کنندهٔ این حمله در گزارش خود هزینهٔ این حمله را ۴۰۰ تا ۵۰۰ هزار دلار اعلام کرد؛ ولی منبع تأمین مالی این حمله مشخص نشد.

## تخلیهٔ خانوادهٔ بن‌لادن
در روز ۱۹ سپتامبر ۲۰۰۱ یعنی ۸ روز پس از حملهٔ تروریستی، و علی‌رغم برقراری شرایط ویژه و ممنوعیت پروازها در ایالات متحدهٔ آمریکا، دولت آمریکا اجازه داد یک پرواز ویژه، ۱۳ تن از بستگان اسامه بن‌لادن را از سراسر آمریکا جمع‌آوری و خارج سازد. به گفتهٔ ریچارد کلارک، مسئول وقت بخش ضدتروریستی کاخ سفید، پلیس فدرال آمریکا دستور اجازهٔ پرواز خانواده بن‌لادن را تأیید کرده بود.

## متهم دستگیرشده
زکریا موسوی تنها کسی است که در ارتباط با حملات ۱۱ سپتامبر ۲۰۰۱ در آمریکا تحت محاکمه قرار گرفته است. وی شهروند فرانسوی مراکشی‌تبار است که به همکاری با شبکهٔ القاعده علیه آمریکا اعتراف کرده است.
در جریان محاکمه، موسوی گفته بود پشیمان نیست و آرزو کرده بود هر روز مانند ۱۱ سپتامبر باشد. زکریا موسوی در ماه اوت ۲۰۰۱ در یک مدرسهٔ آموزش خلبانی در ایالت مینسوتای آمریکا آموزش می‌دید که دو تن از مربیان خلبانی به رفتار او مشکوک شدند و پلیس فدرال را در جریان قرار دادند.
او سپس به اتهام نقض مقررات مهاجرت بازداشت شد و در زمان حملات ۱۱ سپتامبر در زندان بود. دادستان‌ها اعتقاد داشتند اطلاعاتی که موسوی دربارهٔ حملات ۱۱ سپتامبر در اختیار داشته می‌توانسته ۳٬۰۰۰ نفری که در آن روز کشته شدند، از مرگ نجات دهد.
وی ابتدا با خطر اعدام مواجه بود ولی وکلای مدافع موسوی با موفقیت استدلال کردند که او باید حبس ابد بگیرد، زیرا اگر اعدام شود به آرزوی خود برای کشته شدن خواهد رسید. وکلای مدافع موسوی همچنین استدلال کرده‌اند که موکل آن‌ها مبتلا به بیماری روانی است.